# Kazuo Umezu

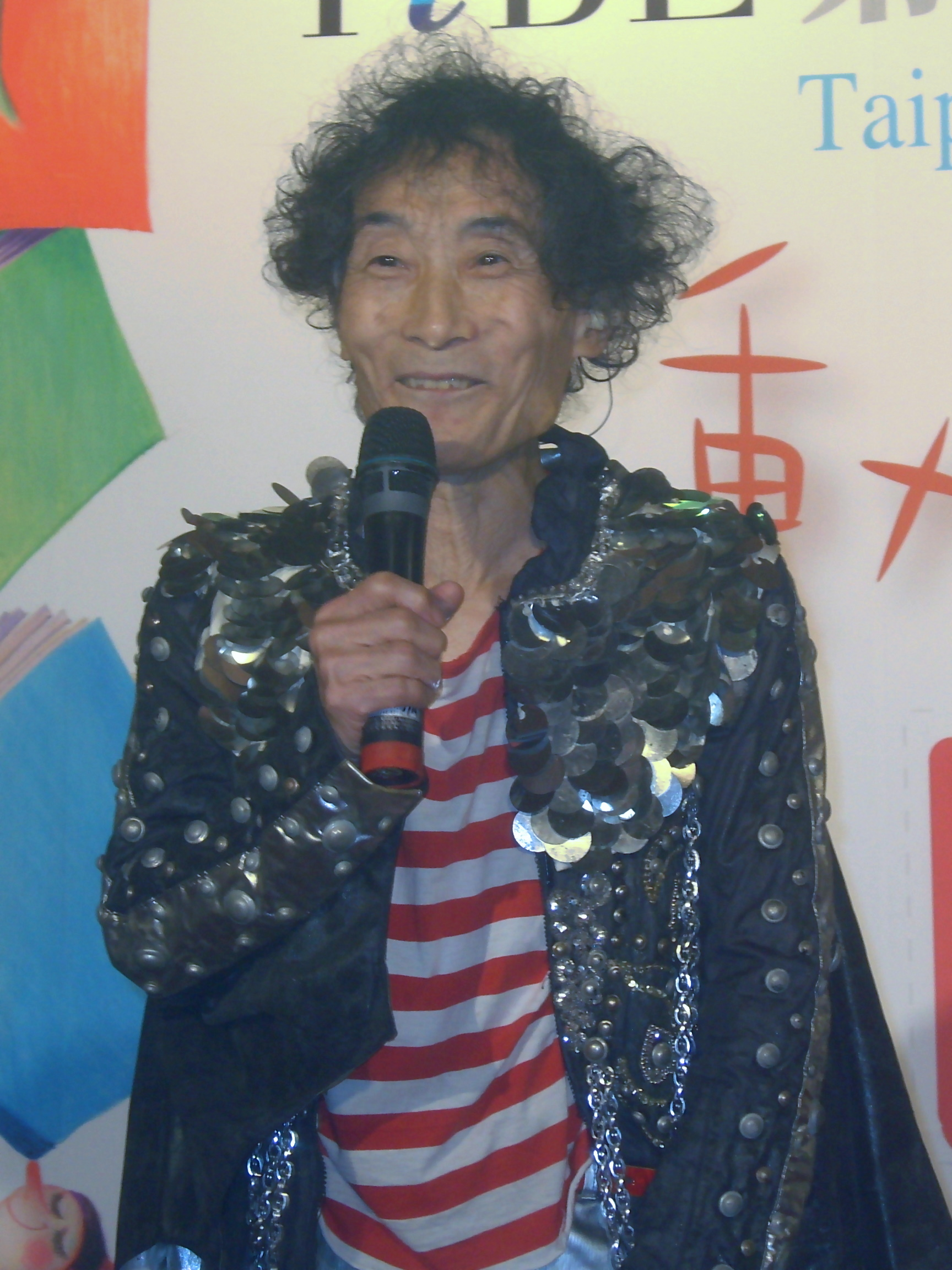
Kazuo Umezu (2010)

Kazuo Umezu (jap. 楳図 かずお Umezu Kazuo, eigentlich: 楳図 一雄; * 3. September 1936 in der Präfektur Wakayama, Japan; † 28. Oktober 2024) war ein japanischer Manga-Zeichner.
Er war einer der bekanntesten Zeichner im Bereich des Horror-Manga, hat aber auch Gag- und Science-Fiction-Manga gezeichnet. Sein Werk wurde unter anderem ins Englische und Französische übersetzt. Zahlreiche Filme und Fernsehserien basieren auf seinen Mangas. Er hatte Einfluss auf renommierte Horror-Zeichner wie Junji Itō.

## Biografie
Umezu wurde 1936 in einem Dorf am Kōya-san in der Präfektur Wakayama geboren und wuchs in Gojō in der Präfektur Nara auf. Seine erste Karikatur fertigte er mit zehn Jahren an.
Manga-Leihbüchereien (Kahihon’ya) veröffentlichten seine ersten Comics als professioneller Zeichner. Tomobook-sha brachte 1955, als Umezu neunzehn war, seine beiden Debütwerke Betsusekai und Mori no Kyōdai heraus. Auch etwa Shigeru Mizuki und Takao Saitō arbeiteten zu dieser Zeit für Kashihon-Verlage. 1962 zog er nach Tokio um und zeichnete dort Manga für Mainstream-Magazine wie Shōjo Club, Niji oder Shōjo Friend, die sich an jugendliche Mädchen richteten. Beispiele für seine Shōjo-Manga aus dieser Zeit sind Romance no Kusuri und Hebi Shōjo. Während ersteres eine Liebesgeschichte mit witzigen Einwürfen ist, ist Hebi Shōjo (dt. „Schlangenmädchen“) einer der Horror-Mangas, mit denen er einen großen Bekanntheitsgrad erlangen sollte.
Auch als Zeichner von Comics für Jungen (Shōnen) etablierte er sich. Seine circa 2.000 Seiten umfassende Manga-Serie Hyōryū Kyōshitsu erschien von 1972 bis 1974 wöchentlich im Manga-Magazin Shōnen Sunday, einem der auflagenstärksten Manga-Magazine. Die Geschichte handelt davon, dass eine Grundschule mit über 800 Schülern, in eine Zukunft versetzt wird, in der die Menschheit bereits einige Katastrophen hinter sich hat. In den Mittelpunkt stellte Umezu den Sechstklässler Sho Takamatsu, der, wie auch seine Mitschüler, merkwürdigen Kreaturen begegnet, die den Planeten in ihrer Macht haben. Hyōryū Kyōshitsu gewann 1975 den Shōgakukan-Manga-Preis und wurde 1987 unter der Regie Nobuhiko Obayashis verfilmt.
Einen weiteren großen Erfolg hatte er mit Makoto-chan, das von 1976 bis 1981 wöchentlich im Shōnen Sunday erschien und aus ungefähr 4.300 Seiten besteht. Der Gag-Manga schlägt im Gegensatz zu Hyōryū Kyōshitsu einen humorvollen Weg ein, der Ausruf Gwashi! der Protagonistin wurde in Japan überaus bekannt.
Für diverse Magazine, die sich einer erwachsenen, männlichen Leserschaft widmen, also Seinen-Mangas veröffentlichen, zeichnete er Werke wie Watashi wa Shingō und Kami no Hidarite Akuma no Migite. Von 1990 bis 1995 im Big Comic Spirits veröffentlicht wurde 14-sai. In 4.100 Seiten, die auch in zwanzig Sammelbänden bei Shōgakukan erschienen, schildert er den Hahn George, der aus einer Forschungsanstalt flüchtet und sich in einer verwüsteten Zivilisation der nahen Zukunft wiederfindet. Der Hahn verliebt sich schließlich in ein Menschenmädchen.
Kazuo Umezu war auch als Person in Japan bekannt. Er galt als exzentrisch und trat in ungewöhnlichen Hemden öfters im japanischen Fernsehen auf. Er arbeitete auch als Musiker (so gestaltete er beispielsweise den Titelsong zum 1980 erschienen Anime-Film zu Makoto-chan) und veröffentlichte 1975 die CD Yami no Album.
2018 wurde ihm der Prix du patrimoine verliehen.
Umezu starb im Oktober 2024 im Alter von 88 Jahren an Magenkrebs.

## Werke (Auswahl)
- Kuchi ga Mimi made sakeru Toki (口が耳までさける時), 1960
- Romance no Kusuri agemasu!! (ロマンスの薬あげます!!), 1961
- Hebi Shōjo (へび少女), 1966
- Nekome no Shōjo (猫目の少女), 1966
- Akanbo Shōjo (赤んぼ少女), 1967
- Orochi (おろち), 1969–1970
- Iara (イアラ), 1970
- Again (アゲイン, Agein), 1971–1972
- Hyōryū Kyōshitsu (漂流教室), 1972–1974
- Makoto-chan (まことちゃん), 1976–1981
- Watashi wa Shingō (わたしは真悟), 1982–1986
- Die linke Hand Gottes und die rechte Hand des Teufels (神の左手悪魔の右手 Kami no Hidarite, Akuma no Migite), 1986–1989
- 14-sai (14歳), 1990–1995